# Pięść smoka
Pięść smoka (oryg. tytuł 龍拳, Long quan) – hongkońsko-chiński film akcji, dramat z elementami sztuk walki z 1979 roku w reżyserii Lo Wei.
Film zarobił 1 004 000 dolarów hongkońskich w Hongkongu.

## Fabuła
Tang How-Yuen (Jackie Chan) jest młodym wojownikiem kung-fu. Kiedy jego mistrz, San-thye zostaje zabity przez Chung Chien-kuena, Tang postanawia zaopiekować się żoną i córką mistrza oraz pomścić śmierć San-thye. Wkrótce Wei, okrutny władca dowiaduje się o umiejętnościach Tanga, stara się przekonać go by dołączył do władcy.

## Obsada
Źródło: Filmweb

- Sai-kun Yam – Chung Chien-Kuen
- James Tien – Fang Kang
- Nora Miao – córka San-Thye
- Jackie Chan – Tang How-Yuen
- Lin Yin-Ju
- Chiang Kao
- Yen Si-Kuan
- Sha-fei Ouyang
- Hsia Hsu
- Lu Chiang Chao
- Eagle Han
- Yuen Hsu
- Hsiao-shih Liang
- Kang Peng
- Fat Tsui
- Kuang Yu Wang
- Yao Wang
- Li-peng Wan